# Francesco Maria Rondani
Pour les articles homonymes, voir Rondani.
Francesco Maria Rondani (Parme, 15 juillet 1490 - Parme, septembre 1550) est un peintre maniériste italien de la première moitié du XVIe siècle, dont l'œuvre se rattache à l'école de Parme.

## Biographie
Peut-être élève du  Corrège, Francesco Maria Rondani travailla avec son maître Parmigianino et Anselmi au fresques de l’église de San Giovanni Evangelista de 1520 à 1523 et, en 1525, aux restaurations d’une autre église parmesane, la Madonna della Steccata. 
Entre 1527 et 1531 il décora la chapelle Centoni dans le Dôme de Parme avec les fresques monochromes des Scènes de la vie de saint Antoine, le Ecce homo et La capture du Christ, en style maniériste. 
Vers 1531, en collaboration avec Anselmi, il décora le plafond de la chapelle Del Bono, en représentant le Père Éternel. 
En 1532, il participa aux décorations des célébrations de  l’arrivée à Parme de l’empereur Charles Quint et il peignit avec Anselmi le plafond de l’Oratoire de la Conception de l’église parmesane de San Francesco.
En 1550, il travailla aux décorations pour le mariage du duc de Parme, Ottavio Farnese avec 
Marguerite d’Autriche, fille naturelle de l'empereur Charles Quint.

## Œuvres
- L’Assomption, Parme, Pinacoteca Nazionale
- La Vierge à l’Enfant en gloire et les saints Augustin et Jérôme, église des Eremitani, Parme, conservé à la Pinacoteca Nazionale[1],
- La Madone et les saints Pierre et Catherine, Naples, Musée Capodimonte de Naples,
- Le Christ au jardin des oliviers,  États-Unis, Collection privée,
- Portrait d'homme, États-Unis, Collection privée,